# Walter Heitler
Walter Heinrich Heitler (Karlsruhe, 2 de janeiro de 1904 — Zollikon, 15 de novembro de 1981) foi um físico alemão que fez contribuições na área da eletrodinâmica quântica e teoria quântica de campos. Trouxe a química para o campo da mecânica quântica, através da sua teoria da ligação de valência.
Participou da 8ª Conferência de Solvay, em 1948.

## Livros

### Física
- Walter Heitler Elementary Wave Mechanics: Introductory Course of Lectures Notes taken and prepared by W.S.E. Hickson (Oxford, 1943)
- Walter Heitler Elementary Wave Mechanics (Oxford, 1945, 1946, 1948, 1950)
- Walter Heitler The Quantum Theory of Radiation (Clarendon Press, 1936, 1944, 1947, 1949, 1950, 1953, 1954, 1957, 1960, 1966, 1970)
  - Walter Heitler The Quantum Theory of Radiation (Dover, 1984)
- Walter Heinrich Heitler 14 Offprints: 1928-1947 (1947)
- Walter Heitler Eléments de Mécanique Ondulatoire (Presses Universitaires de France, PUF, Paris, 1949, 1964)
- Walter Heitler Elementi di Meccanica Ondulatoria con presentazione di R.Ciusa (Zuffi, Bologna,1949)
- Walter Heitler Elementary Wave Mechanics With Applications to Quantum Chemistry (Oxford University, 1956, 1958, 1961, 1969)
- Walter Heitler “The Quantum Theory of Radiation [Russian Translation]“ (Moscow, 1956)
- Walter Heitler Lectures on Problems Connected with the Finite Size of Elementary Particles (Tata Institute of Fundamental Research. Lectures on mathematics and physics. Physics) (Tata Institute of Fundamental Research, 1961)
- Walter Heitler and Klaus Müller Elementare Wellenmechanik (Vieweg, 1961)
- Walter Heitler Elementare Wellenmechanik. Mit Anwendung auf die Quantenchemie. (Vieweg Friedr. & Sohn Ver, 1961)
- Walter Heitler Wahrheit und Richtigkeit in den exakten Wissenschaften. Abhandlungen der mathematisch- naturwissenschaftlichen Klasse. Jahrgang 1972. Nr. 3. (Akademie der Wissenschaften und der Literatur. Mainz, Verlag der Akademie der Wissenschaften und der Literatur, Kommission bei Franz Steiner Verlag, Wiesbaden, 1972)
- Walter Heitler Über die Komplementarität von lebloser und lebender Materie. Abhandlungen der Mathematisch-Naturwissenschaftlichen Klasse,  Jahrg. 1976, Nr. 1 (Mainz, Verlag der Akademie der Wissenschaften und der Literatur, Kommission bei F. Steiner, 1976)

### Ciência e religião
- Walter Heitler Der Mensch und die naturwissenschaftliche Erkenntnis   (Vieweg Friedr. & Sohn Ver, 1961, 1962, 1964, 1966, 1984)
- Walter Heitler Man and Science (Oliver and Boyd, 1963)
- Walter Heitler Die Frage nach dem Sinn der Evolution (Herder, 1969)
- Walter Heitler Naturphilosophische Streifzüge  (Vieweg Friedr. & Sohn Ver, 1970, 1984)
- W. Heitler Naturwissenschaft ist Geisteswissenschaft (Zürich : Verl. die Waage, 1972)
- K. Rahner, H.R. Schlette, B. Welte, R. Affemann, D. Savramis, W. Heitler Gott in dieser Zeit  (C. H. Beck, 1972) ISBN 3-406-02484-X
- Walter Heitler Die Natur und das Göttliche (Klett & Balmer; 1. Aufl edition, 1974) ISBN 978-3-7206-9001-0
- Walter Heitler Gottesbeweise? Und weitere Vorträge  (1977)  ISBN 978-3-264-90100-9
- Walter Heitler La Nature et Le Divin (A la Baconniere, 1977)
- Walter Heitler Schöpfung, die Öffnung der Naturwissenschaft zum Göttlichen (Verlag der Arche, 1979) ISBN 978-3-7160-1663-3
- Walter Heitler Schöpfung als Gottesbeweis. Die Öffnung der Naturwissenschaft zum Göttlichen  (1979)